# Bagak (wieś w Borneo Zachodnim)
Bagak – wieś (desa) w kecamatanie Menyuke, w kabupatenie Landak w prowincji Borneo Zachodnie w Indonezji.
Miejscowość ta leży przy drodze Bengkayang – Ngabang.